# شهرک سادات گچ‌بلند
الگو:جعبه اطلاعات روستای ایران همش یه مشت ادم مسخرن
شهرک سادات گچ‌بلند، روستایی از توابع بخش مرکزی شهرستان بهمئی در استان کهگیلویه و بویراحمد ایران است.

## جمعیت
این روستا در دهستان بهمئی گرمسیری جنوبی قرار دارد و براساس سرشماری مرکز آمار ایران در سال ۱۳۸۵، جمعیت آن ۶۱۲ نفر (۱۱۴خانوار) بوده‌است.